# Colom peter

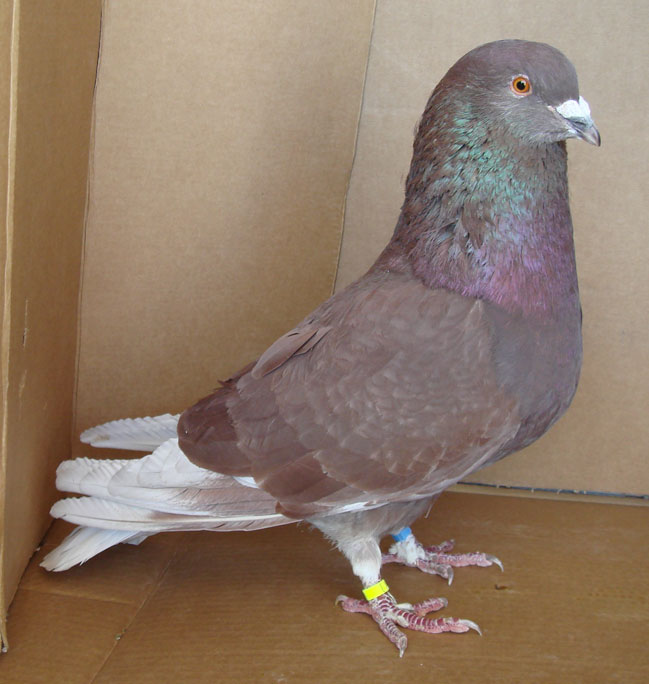
Colom peter

El peter és una raça de colom d'origen valencià, criada principalment a València, s'utilitzava en les alqueries com a subproducte de la seva economia, ja que, era un colom per a carn. La seva mida és gran, de caràcter alegre, el seu cap és arrodonit i lleugerament aplanat a la part superior. A la part posterior del cap pot presentar monyo en punta. Les carúncules són escasses. El coll comença prim i va engrossint cap al pit. El pit és ample i arrodonit. Les potes gruixudes i fortes, poden ser o no calçats i les calces han d'arribar fins al començament dels dits. S'admeten tots els colors fins i tot la barreja de colors.